# Лист (фільм, 1929)
Лист (англ. The Letter) — американська драма режисера Жана Де Лімура 1929 року. Джинн Іглс була номінована на премію «Оскар» за найкращу жіночу роль.

## Сюжет
Леслі Кросбі, втомлена від сірого сімейного життя, заводить собі коханця, імпозантного Джеффрі Хеммонда. Проте і між ними незабаром остигають відносини, також стрімко, як і розгоралася пристрасть. Нарешті, Леслі отримує від Джеффрі лист, в якому він зізнається, що покохав іншу — китаянку Лі Ті, що остаточно розбиває їй серце. А ревнивий чоловік Роберт, між тим, купує нову гвинтівку.

## У ролях
- Джин Іглс — Леслі Кросбі
- О. П. Хеггі — Джойс
- Реджинальд Оуен — Роберт Кросбі
- Герберт Маршалл — Джеффрі Хеммонд
- Ірен Браун — місіс Джойс
- леді Цен Мей — Лі Ті
- Тамакі Йошівара — Он Чі Сенг
- Кеннет Томсон
- Пітер Чонг